# 중앙 티베트 행정부 의회
중앙 티베트 행정부 의회(Parliament of the Central Tibetan Administration), 통칭 티베트 망명의회(Tibetan Parliament in Exile; TPiE)는 중앙 티베트 행정부(통칭 티베트 망명정부)의 최고 입법기관이다. 인도 다람샬라에 소재한다. 
단원제이며 총 45석이다. 위창, 캄, 암도에서 각각 10석을 선출하고(3 × 10), 티베트 불교의 4대 교파와 전통종교 뵌교가 각각 2석을 갖는다(5 × 2). 나머지 2석은 서방세계에 흩어진 티베트인들을 대표하는 의석으로, 유럽에서 2석, 호주에서 1석, 북미에서 1석을 뽑는다. 
선거는 5년마다 열리고, 선거권은 18세 이상, 피선거권은 25세 이상 누구에게나 주어진다. 회기는 1년에 2번 있고 각 회기 사이에 6개월 간격을 둔다. 그 사이에는 각각 11명의 위원으로 이루어진 위원회들이 활동한다. 이 때 한 위원회의 위원들도 지역별로 2인, 종파별로 1인 비율을 지킨다.